# May-sur-Orne
May-sur-Orne és un municipi francès situat al departament de Calvados i a la regió de Normandia. L'any 2007 tenia 1.889 habitants.

## Demografia

### Població
El 2007 la població de fet de May-sur-Orne era de 1.889 persones. Hi havia 691 famílies de les quals 134 eren unipersonals (61 homes vivint sols i 73 dones vivint soles), 211 parelles sense fills, 309 parelles amb fills i 37 famílies monoparentals amb fills.
La població ha evolucionat segons el següent gràfic:
Habitants censats

### Habitatges
El 2007 hi havia 728 habitatges, 700 eren l'habitatge principal de la família, 2 eren segones residències i 26 estaven desocupats. 693 eren cases i 29 eren apartaments. Dels 700 habitatges principals, 510 estaven ocupats pels seus propietaris, 183 estaven llogats i ocupats pels llogaters i 7 estaven cedits a títol gratuït; 1 tenia una cambra, 16 en tenien dues, 86 en tenien tres, 198 en tenien quatre i 398 en tenien cinc o més. 587 habitatges disposaven pel capbaix d'una plaça de pàrquing. A 272 habitatges hi havia un automòbil i a 377 n'hi havia dos o més.

### Piràmide de població
La piràmide de població per edats i sexe el 2009 era:
| Homes | Edats   | Dones |
| ----- | ------- | ----- |
| 0     | 95 o +  | 0     |
| 0     | 90 a 94 | 4     |
| 4     | 85 a 89 | 8     |
| 0     | 80 a 84 | 0     |
| 16    | 75 a 79 | 8     |
| 28    | 70 a 74 | 44    |
| 16    | 65 a 69 | 40    |
| 52    | 60 a 64 | 24    |
| 60    | 55 a 59 | 52    |
| 64    | 50 a 54 | 80    |
| 92    | 45 a 49 | 72    |
| 80    | 40 a 44 | 96    |
| 48    | 35 a 39 | 48    |
| 36    | 30 a 34 | 60    |
| 28    | 25 a 29 | 24    |
| 40    | 20 a 24 | 44    |
| 100   | 15 a 19 | 80    |
| 92    | 10 a 14 | 68    |
| 76    | 5 a 9   | 44    |
| 20    | 0 a 4   | 32    |

## Economia
El 2007 la població en edat de treballar era de 1.303 persones, 961 eren actives i 342 eren inactives. De les 961 persones actives 877 estaven ocupades (466 homes i 411 dones) i 84 estaven aturades (38 homes i 46 dones). De les 342 persones inactives 112 estaven jubilades, 150 estaven estudiant i 80 estaven classificades com a «altres inactius».

### Ingressos
El 2009 a May-sur-Orne hi havia 706 unitats fiscals que integraven 1.908 persones, la mediana anual d'ingressos fiscals per persona era de 18.853 €.

### Activitats econòmiques
Dels 56 establiments que hi havia el 2007, 1 era d'una empresa alimentària, 4 d'empreses de fabricació d'altres productes industrials, 13 d'empreses de construcció, 6 d'empreses de comerç i reparació d'automòbils, 5 d'empreses de transport, 4 d'empreses d'hostatgeria i restauració, 1 d'una empresa d'informació i comunicació, 1 d'una empresa financera, 1 d'una empresa immobiliària, 4 d'empreses de serveis, 11 d'entitats de l'administració pública i 5 d'empreses classificades com a «altres activitats de serveis».
Dels 20 establiments de servei als particulars que hi havia el 2009, 1 era una oficina de correu, 1 taller de reparació d'automòbils i de material agrícola, 1 paleta, 4 guixaires pintors, 2 fusteries, 2 lampisteries, 2 electricistes, 1 empresa de construcció, 3 perruqueries, 2 restaurants i 1 saló de bellesa.
Dels 3 establiments comercials que hi havia el 2009, 1 era una gran superfície de material de bricolatge, 1 una botiga de menys de 120 m² i 1 una fleca.
L'any 2000 a May-sur-Orne hi havia 4 explotacions agrícoles.

## Equipaments sanitaris i escolars
El 2009 hi havia 1 psiquiàtric, 1 farmàcia i 1 ambulància.
El 2009 hi havia 1 escola maternal i 2 escoles elementals.

## Poblacions més properes
El següent diagrama mostra les poblacions més properes.